# Индустриален робот
Индустриалният робот е манипулационен робот, предназначен за изпълнението на двигателни и управляващи функции в производствените процеси. т.е. представлява автоматично устройство, състоящо се от манипулатор и управляващо програмно устройство, което създава управляващите въздействия, които придават движенията на изпълнителните органи на робота. Индустриалните роботи са програмируеми машини за манипулиране, преработка и монтаж на детайли. В промишлеността се използват голямо разнообразие от индустриални роботи за изпълнение на различни технологични операции. През 2015 г. в производството в света са използвани около 1,63 милиона индустриални робота.

## Видове индустриални роботи
Една от класификацикациите, направена съгласно използваната кинематика, определя основно шест вида кинематични схеми за индустриални роботи, използвани през 2020 г.

### Шарнирни роботи
Шарнирните роботи (на английски: articulated robot) са най-използвани роботи в промишлеността. Те наподобяват човешката ръка, поради което се наричат още роботизирана ръка или ръка на манипулатор. Тяхното движение с няколко степени на свобода позволяват на шарнирните роботи позициониране в широки граници.

### Декартови координатни роботи
Роботите с декартова координатно движение, наричани още праволинейни роботи или портални роботи или X-Y-Z роботи притежават три призматични съединения за движението на манипулаторите и три въртящи се съединения за ориентирането им в пространството.
За да може да ориентира работната част във всички възможни посоки, този вид роботи трябва да имат шест оси на движение (на свобода). В двукоординатна среда са достатъчни три оси на движение: две за разположение и една за ориентиране.

### Цилиндрични координатни роботи
Роботите с движение по цилиндрични координати имат едно въртящо се движение към основата на машината и минимум едно призматично шарнирно съединение към свързаните елементи. Те могат да се движат вертикално и хоризонтално чрез плъзгане. Компактен захващащ елемент може да осигури достигането на близко разположени детайли без загуба на скорост.

### Сферични координатни роботи
Роботите с движение по сферични координати или наречени поларни роботи са едни от първите индустриални роботи и са продължават да се използват. Съединенията на елементите на роботите са въртящи се и образуват едно сферично поле на достъп. Използват се за обслужване на шприцмашини, за заваръчни машини и леярски операции. Предимствата са, че има 360-градусов достъп за движение, изисква минимално място и изпълняват голям обем работни операции.

### SCARA роботи
SCARA е акроним на Selective Compliance Assembly Robot Arm и е специален вид индустриален робот, чийто конструкция наподобява човешката ръка и се определя също като „хоризонтален робот със ставна ръка“.

### ДЕЛТА роботи
Делта роботите са роботи с паралелни рамена. Минимум три рамена са свързани чрез карданна предавка към основата. Формата на тези минимум три рамена са близки до гръцката буква делта (Δ). Тези роботи са бързи и леки и се използват често за опаковане и монтаж.

## Използване
Съгласно изследване на Международната федерация по роботика на английски: International Federation of Robotics (IFR) в края на 2017 г. в промишлеността работят около 2,439,543 индустриални робота с тенденция да достигнат 3,788,000 бр. в края на 2021 г. Най-много роботи се използват в автомобилната промишленост с 30% от пазарния дял, електротехническата/електронната индустрия с 25%, металообработващата и машиностроителната промишленост с 10%, преработка на гума и пластмаси с 5% и хранителновкусовата промишленост с 5%.